# Gwen
Cette page présente le prénom Gwen ainsi que ses variantes.

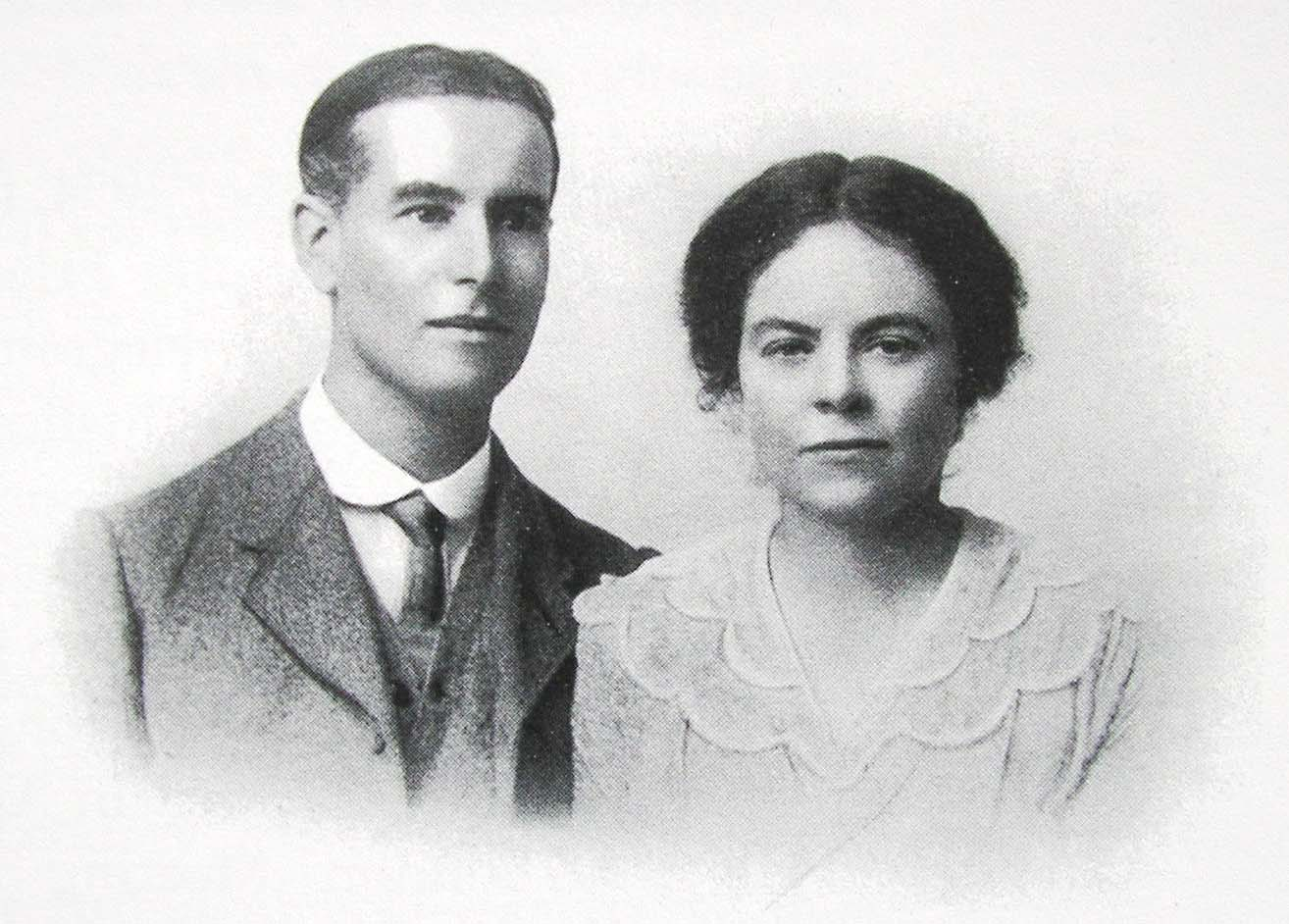
Portrait de Corder et Gwen Catchpool, quakers, vers 1927

Gwen est un prénom féminin (très rarement masculin). D'origine galloise, il signifie « blanc, pur, sacré, béni ». Le prénom gallois Gwen et le prénom breton Gwenn ont la même étymologie. L'usage de ce prénom est attestée sous la forme latinisée Vinda dans une inscription sur une tombe en Cumbria d'époque romaine. 
Le prénom masculin correspondant à Gwen est Gwyn en gallois ; mais Gwen est parfois donné comme prénom à des hommes.

## Personnalités portant ce prénom
- Gwen ou Gwenn, sainte catholique du Ve siècle, protectrice des enfants, fêtée le 18 octobre.
- Gwen Berrou, actrice belge.
- Gwen Berry (1989-), athlète américaine, spécialiste du lancer de marteau.
- Gwen Bristow (1903-1980), écrivaine et journaliste américaine.
- Gwen Catley (1906-1996), soprano colorature anglaise.
- Gwen Cheeseman (1951-), joueuse de hockey sur gazon américaine.
- Gwen Crabb (1999-), joueuse internationale de rugby à XV galloise.
- Gwen Ffrangcon-Davies (1891-1992), actrice britannique.
- Gwen Garnier-Duguy (1972-), poète et romancier français.
- Gwen Giabbani (1972-), pilote de moto français.
- Gwen Garci (1981=), actrice philippine.
- Gwen Griffiths (1967-), coureuse de demi-fond sud-africaine.
- Gwen Guthrie (1950-1999), auteure-compositrice-interprète américaine.
- Gwen Ifill (1955-2016), journaliste américaine.
- Gwen John (1876-1939), artiste peintre galloise.
- Gwen Jorgensen (1986-), triathlète professionnelle américaine.
- Gwen Leclainche (2000-), coureur cycliste français.
- Gwen Lee (1904-1961), actrice américaine.
- Gwen Le Gallienne (1874-1966), peintre et sculptrice anglaise.
- Gwen Lister (1953-), journaliste et militante de la liberté de la presse namibienne.
- Gwen McCrae (1943-), chanteuse américaine.
- Gwen Moore (1951-), femme politique américaine.
- Gwen Rakotovao, danseuse et chorégraphe franco-malgache.
- Gwen Ramokgopa, femme politique d'Afrique du Sud.
- Gwen Raverat (1885-1957), graveuse sur bois britannique.
- Gwen Ruais (1989-), mannequin et animatrice de télévision franco-philippinne.
- Gwen Shamblin (1955-2021), autrice américaine, fondatrice d'un programme de régime chrétien.
- Gwen Shockey (1988-), artiste américaine.
- Gwen Stefani (1969-), chanteuse, auteure-compositrice-interprète et styliste américaine.
- Gwen Torrence (1965-), sprinteuse américaine.
- Gwen Verdon (1925-2000), actrice, chanteuse et danseuse américaine.
- Gwen Wakeling (1901-1982), costumière américaine.
- Gwen Watford (1927-1994), actrice anglaise.
- Gwen Welles (1951-1993), actrice américaine.

## Dans la fiction
- Gwen Cooper, personnage de la série télévisée britannique Torchwood.
- Gwen Raiden, personnage de la série télévisée américaine Buffy contre les vampires.
- Gwen Stacy, personnage évoluant dans l'univers Marvel de la maison d'édition Marvel Comics.
- Gwen Tennyson, personnage de la série d'animation américaine Ben 10.